# فيليب جاي فينيغان
فيليب جاي فينيغان (بالإنجليزية: Philip J. Finnegan)‏ هو محامي وقاضي أمريكي، ولد في 25 يونيو 1886 في شيكاغو في الولايات المتحدة، وتوفي في 4 يناير 1959.